# Франческо Парміджаніно
Франче́ско Парміджані́но (Франческо Маццола; 11 січня 1503, Парма — 24 серпня 1540, Казальмаджоре) — італійський живописець, представник маньєризму. Малював фрески з тваринами і сценами полювання (замок Фонтанеллато біля Парми), Оздоби стелі в церкві Сан Джованні Еванджеліста, релігійні композиції і портрети. Один з перших в Італії займався гравюрою в техніці офорт.

## Біографія

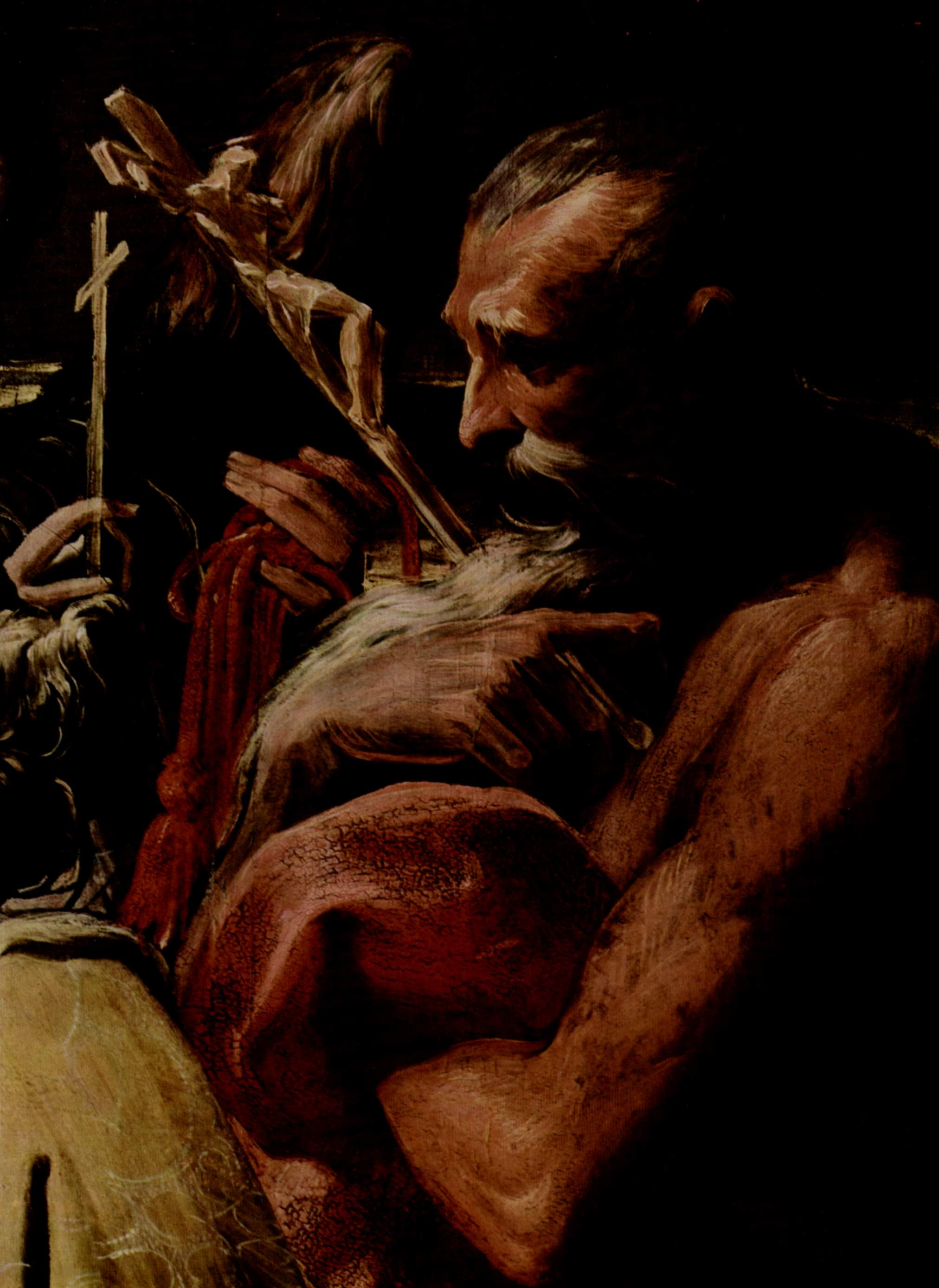
Фрагмент картини Парміджаніно «Мадонна зі св. Петром, Маргаритою, Еронімом і Архангелом Михайлом »

Народився в місті Парма в родині художника Філіппо Маццола. Батько помер через 2 роки після народження Франческо, а мати — через три. Хлопця виховували родини старших братів, що теж займались живописом.
Ази художньої майстерності згодилися молодому художнику, якого єдиним серед місцевих майстрів залучили до роботи в церкві Сан Джованні Еванджеліста(Івана Хрестителя) у 1521 р. А головні роботи виконували запрошені майстри — М, Ансельмі і  Корреджо. Фреска останнього «Іван Богослов на острові Патмос» на стелі церкви так вразила майстерністю Парміджаніно, що той вивчав і копіював її.
1524 року він вже самостійно робив фрески в замку Фонтанелато (20 км від Парми) на замову місцевого герцога Галеаццо Санвіталє.

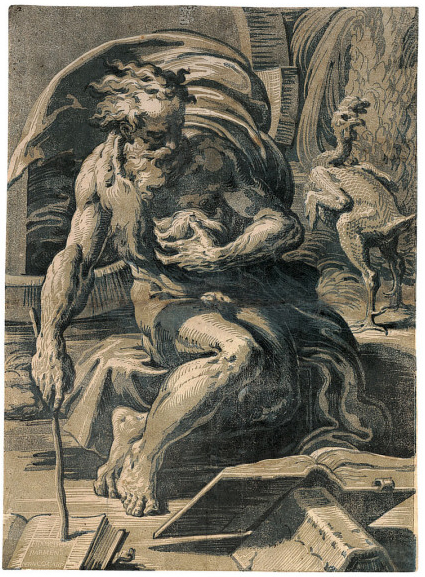
Гравюра «Філософ Діоген» за малюнком Парміджаніно

Після робіт в замку Фонтанеллато Парміджаніно наважився поїхати в Рим. Закріпитися в Римі не вдалося через  захоплення міста вояками імператора Карла V і руйнації та злочини солдат. Парміджаніно перебрався в тиху Болонью, де відкрив свою майстерню. Він один з перших робив офорти за власними малюнками, чим зацікавив італійців цією технікою гравіювання.
Історичні події привели до того, що папа і імператор дійшли згоди на умовах коронації імператора ще і королем Італії у 1530 р. Це була повна політична поразка папи як володаря. Коронацію провели в Болоньї, бо в розграбованому і зруйнованому Римі цілого собору не знайшлося.
Парміджаніно перебрався в рідну Парму. Там у 1521 р.отримав замову на оздоби стелі в церкві Санта Марія делла Стекката. Ці фрески були настільки красивими, що більш підходили для палацу папи римського або іншого володаря. Парміджаніно виявився надзвичайний хист до візерунків, орнаментів і оздоб, як у першокласного ювеліра.
На жаль, Парміджаніно захопився алхімією і припинив роботи в церкві. За незроблену роботу його заарештували і відвели у в'язницю. Ображений художник домігся звільнення, а сам втік в  містечко Казальмаджоре. Через деякий час він помер там, бо захворів на якусь гарячку.

## Релігійні картини

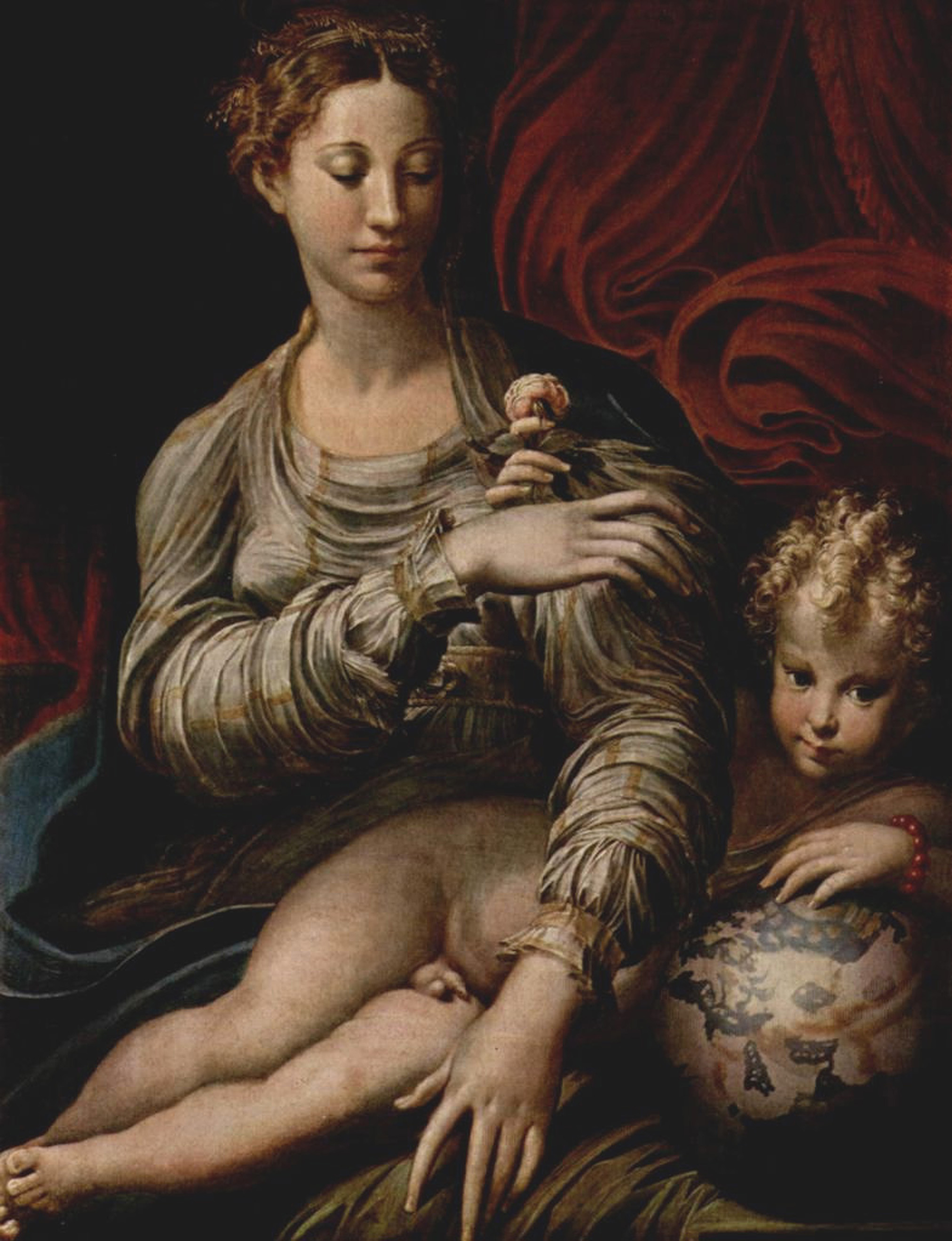
Мадонна з Христом і земною кулею
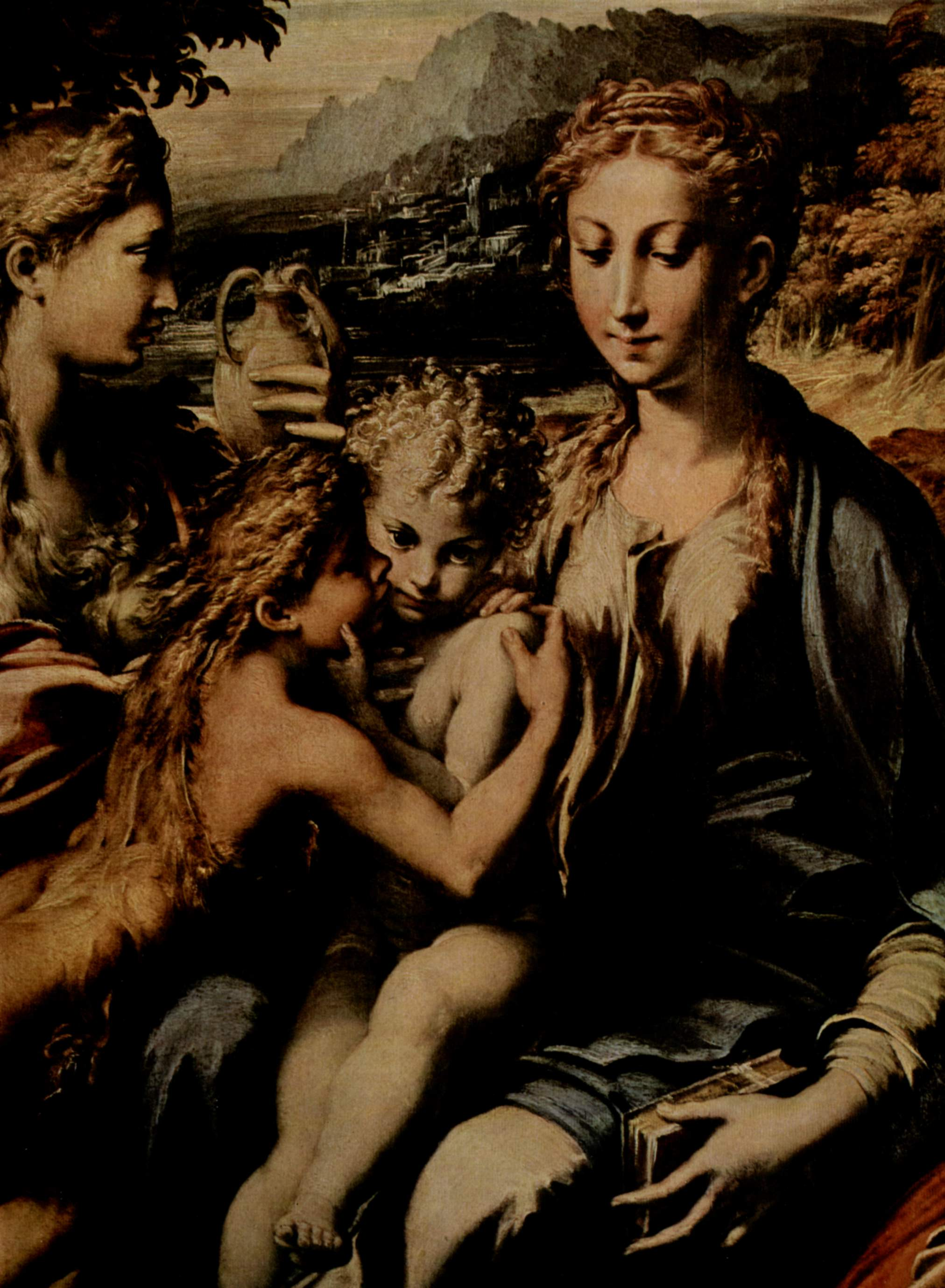
Мадонна зі святими. Центральний фрагмент картини Парміджаніно
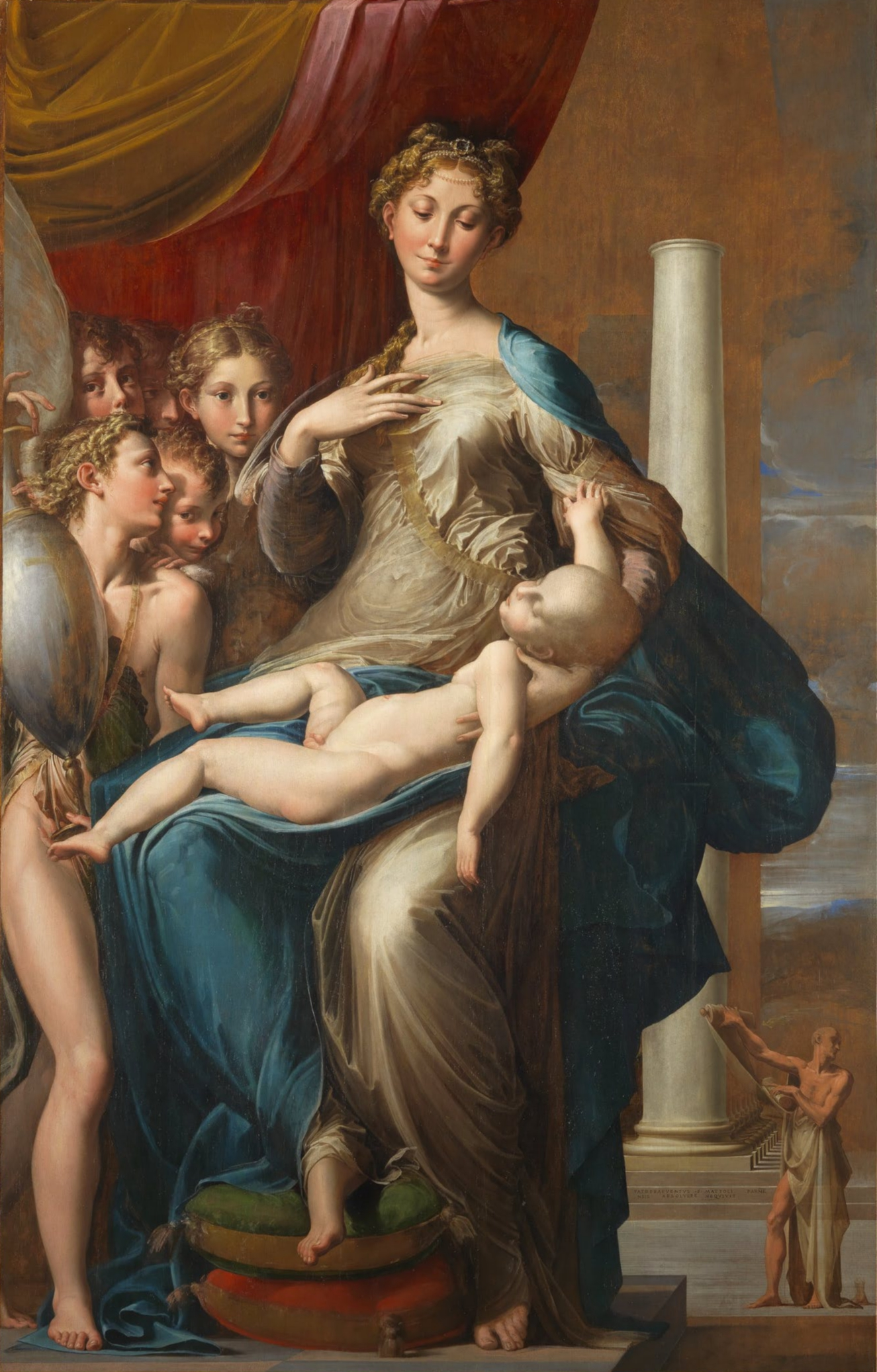
Мадонна з довгою шиєю

## Портрети пензля Парміджаніно

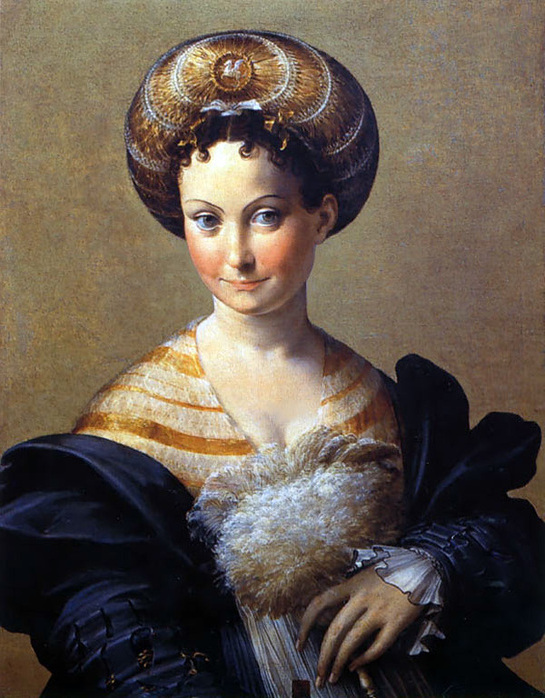
Панночка в турецькій чалмі
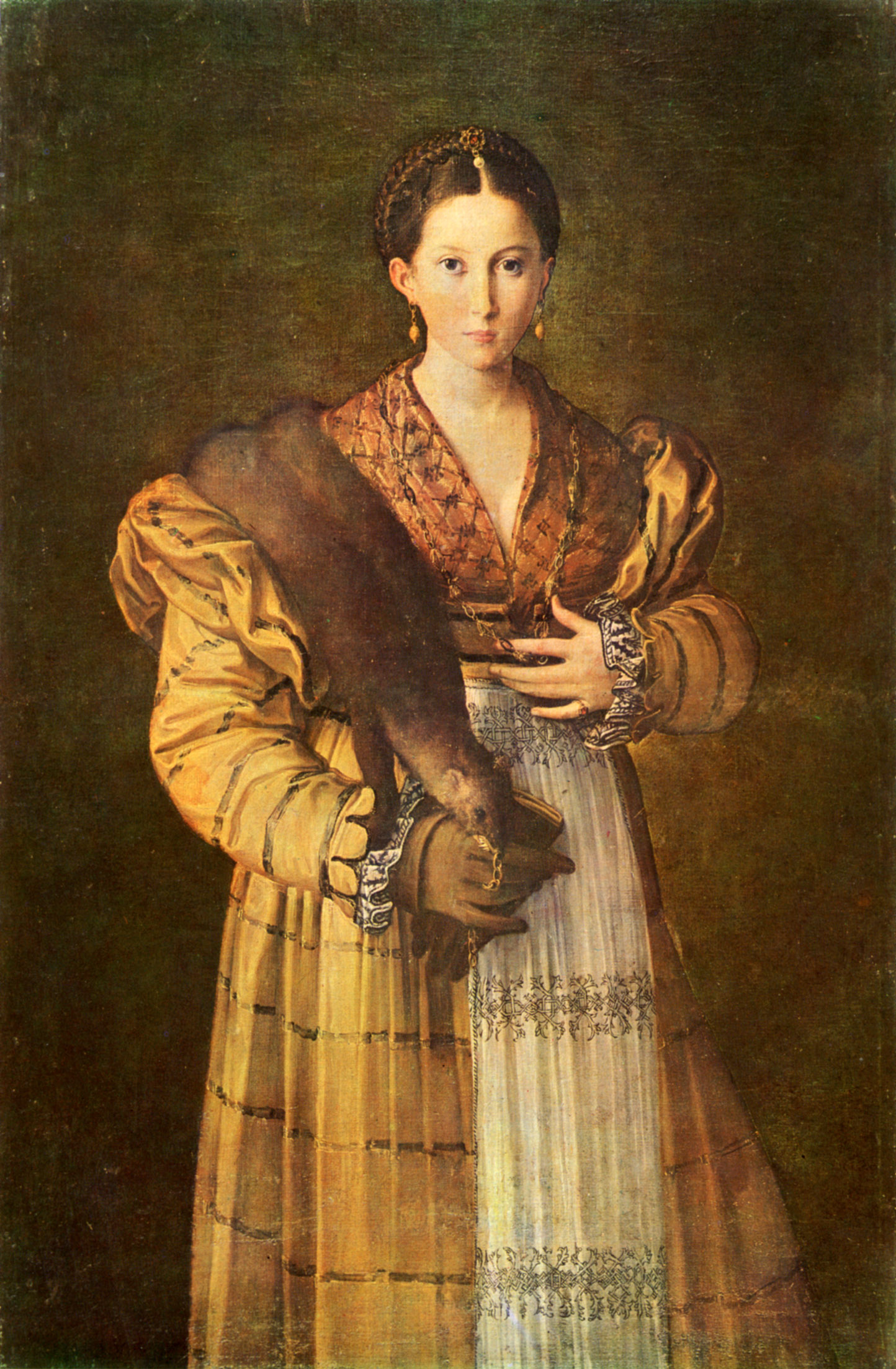
Портрет господині(так звана Антея), 1535–1537 рр., Неаполь,Каподімонте.
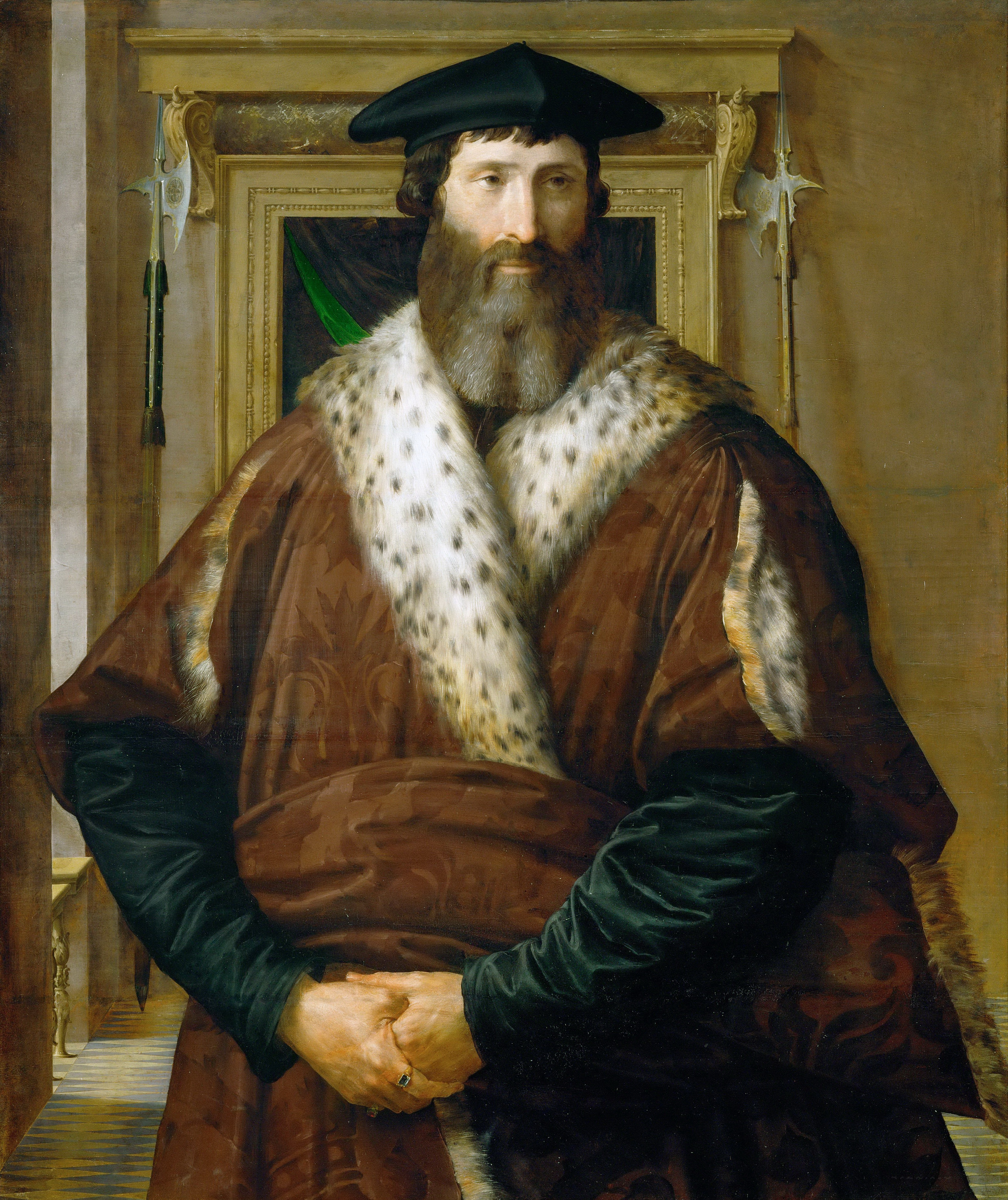
Можливо, Малатеста Бальоні, Відень, художньо-історичний музей.